# El Vecino (historieta)
El Vecino ese una serie de historietas creada por el guionista Santiago García y el dibujante Pepo Pérez en 2004, compuesta de cinco tomos. La obra narra la relación de amistad entre dos vecinos: José Ramón, un opositor, y Javier, alias Titán, un superhéroe, mezclando la comedia y el drama.

## Trayectoria editorial y premios
El primer volumen fue nominado en la categoría de mejor obra española en la 23.ª edición del Salón Internacional del Cómic de Barcelona (9 a 12 de junio de 2005).
Tras la publicación de un segundo volumen en 2007, Santiago García y Pepo Pérez empezaron a publicar historietas cortas de la serie en la revista "El Manglar".
En noviembre de 2009, Astiberri publicó el tercer volumen, que fue nominado al año siguiente a Mejor obra y Mejor Guion en el 28º Salón del Cómic de Barcelona (6 al 9 de mayo de 2010). También editó los dos primeros en un único tomo.

## Serie de televisión
En 2019, Netflix estrenó una serie de televisión basada en las historietas, se emitió el 31 de diciembre de 2019.

## Álbumes
- El Vecino (Astiberri, 2004)
- El Vecino 2 (Astiberri, 2007)
- El Vecino 3 (Astiberri, 2009)
- El Vecino. Historias (Astiberri, 2019)
- El Vecino. Origen (Astiberri, 2019)